# Forkýs
Forkýs – (latinsky Phorcus nebo Phorcys) je mořský bůh z řecké mytologie, který je synem boha mořských hlubin Ponta.
Forkýs je strážcem moře a hlídačem všech mořských příšer. Sám se o jejich počty přičinil. S manželkou Kétó, která je od narození stará a ošklivá, má tyto potomky:
- Echidnu, napůl půvabnou ženu a napůl hada
- tři Graie jménem Enýó, Pefrédó a Deinó
- tři Gorgony jménem Sthenó, Euryalé a Medúsa
- draka Ládóna, stohlavého strážce zlatých jablek v zahradě Hesperidek
- nymfu Thoósu, matku Kyklópa Polyféma.
- mořskou příšeru Skyllu, postrach námořníků

Forkýs je stařec, je mořským příšerám otcem, králem i strážcem. V Ovidiových Proměnách je personifikací hrozných vodních hlubin. Spolu s Poseidónem jsou nejobávanějšími bohy rozlehlé vodní říše. Ostatní mořští a vodní bohové a tvorové lidem spíše pomáhají.